# 병어
병어(학명: Pampus argenteus, 영어: silver pomfret 또는 white pomfret)는 병어과의 물고기이다. 몸길이 60cm 가량으로 둥그스름한 마름모꼴의 몸 형태를 갖는다. 등쪽에 푸른빛을 띤 은백색에 온 몸에 벗겨지기 쉬운 잔비늘이 있다. 주둥이는 뭉툭하고 양턱에 아주 작은 이가 있으며, 머리 바로 뒷부분에 물결 무늬가 있다. 병어는 대륙붕의 수심 100m이내에 많다. 산란기는 4-8월이며, 연안의 수심 10-20m인 모래 바닥에 알을 낳는다. 갑각류·다모류 등을 먹고 살며, 큰 것은 몸길이가 60cm 정도이다. 한국·일본·중국·인도양 등지에 분포한다.

## 식용 방법
- 구이

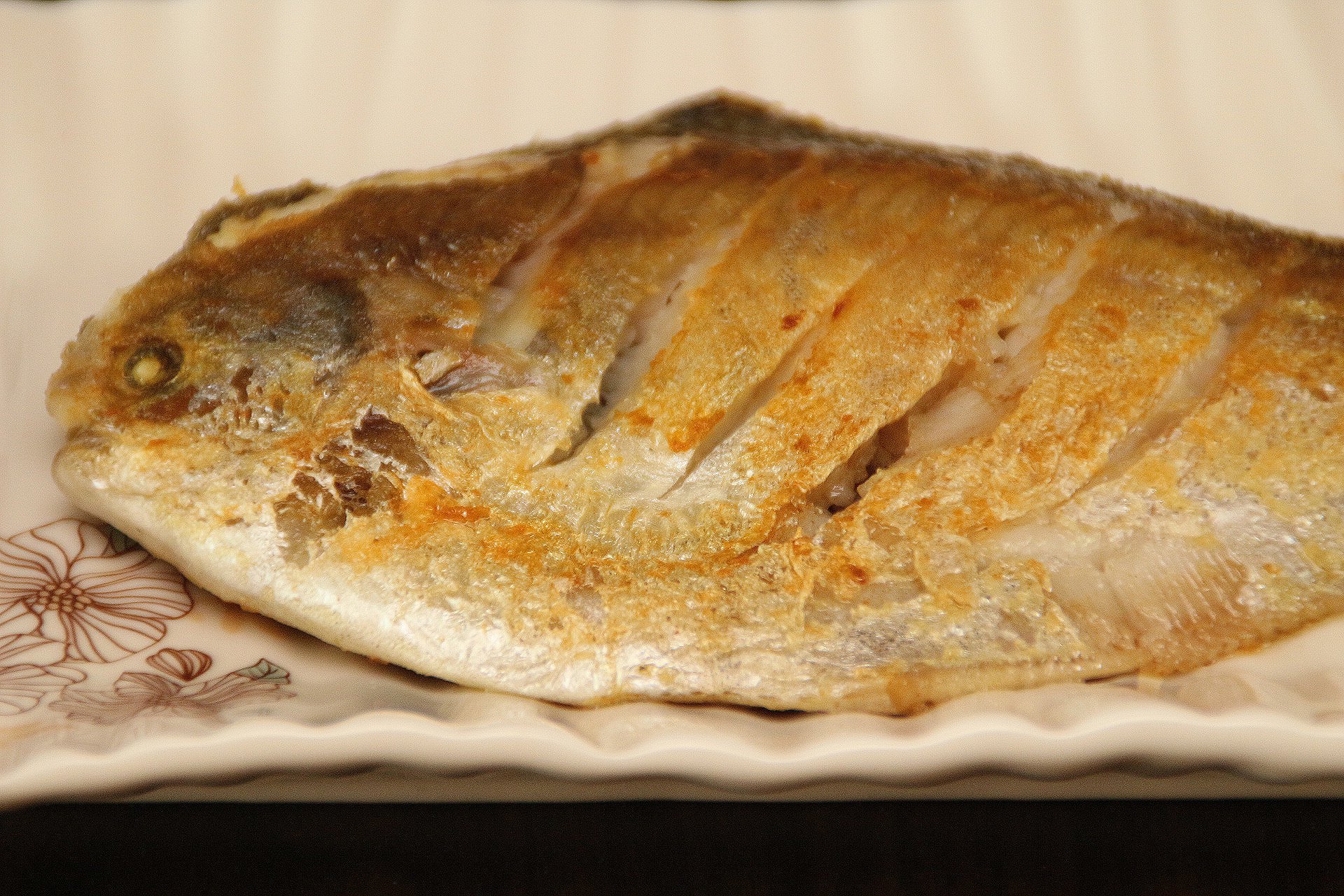
병어 구이